# Real Monasterio de Santa María de Veruela
El Real monasterio de Santa María de Veruela es una abadía cisterciense del siglo XII, situada en las cercanías de Vera de Moncayo, en Tarazona y el Moncayo, Zaragoza, Aragón, España.

## Historia

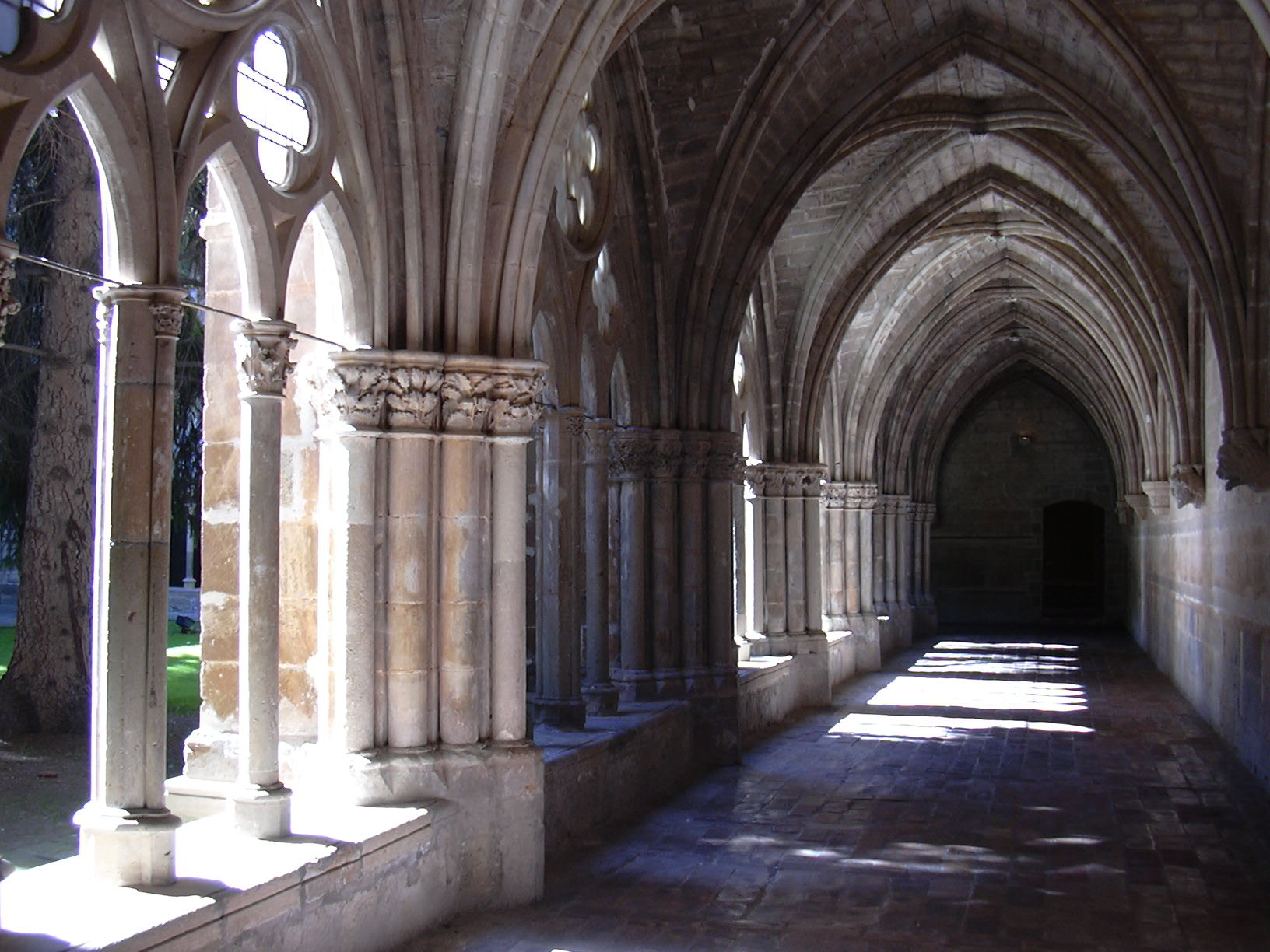
Claustro del monasterio

En 1141, Pedro de Atarés y su madre donaron los valles de Veruela y Maderuela, en torno al río Huecha y a escasos kilómetros al noroeste de Borja, a los monjes franceses de la Abadía de Escaladieu, para que fundasen un monasterio bajo la advocación de la Virgen María. Sin embargo, la orden del Císter no dio el permiso para que se procediese a la fundación hasta 1146, siendo por consiguiente el monasterio cisterciense más antiguo de Aragón. La donación fue confirmada en 1155 por Ramón Berenguer IV.

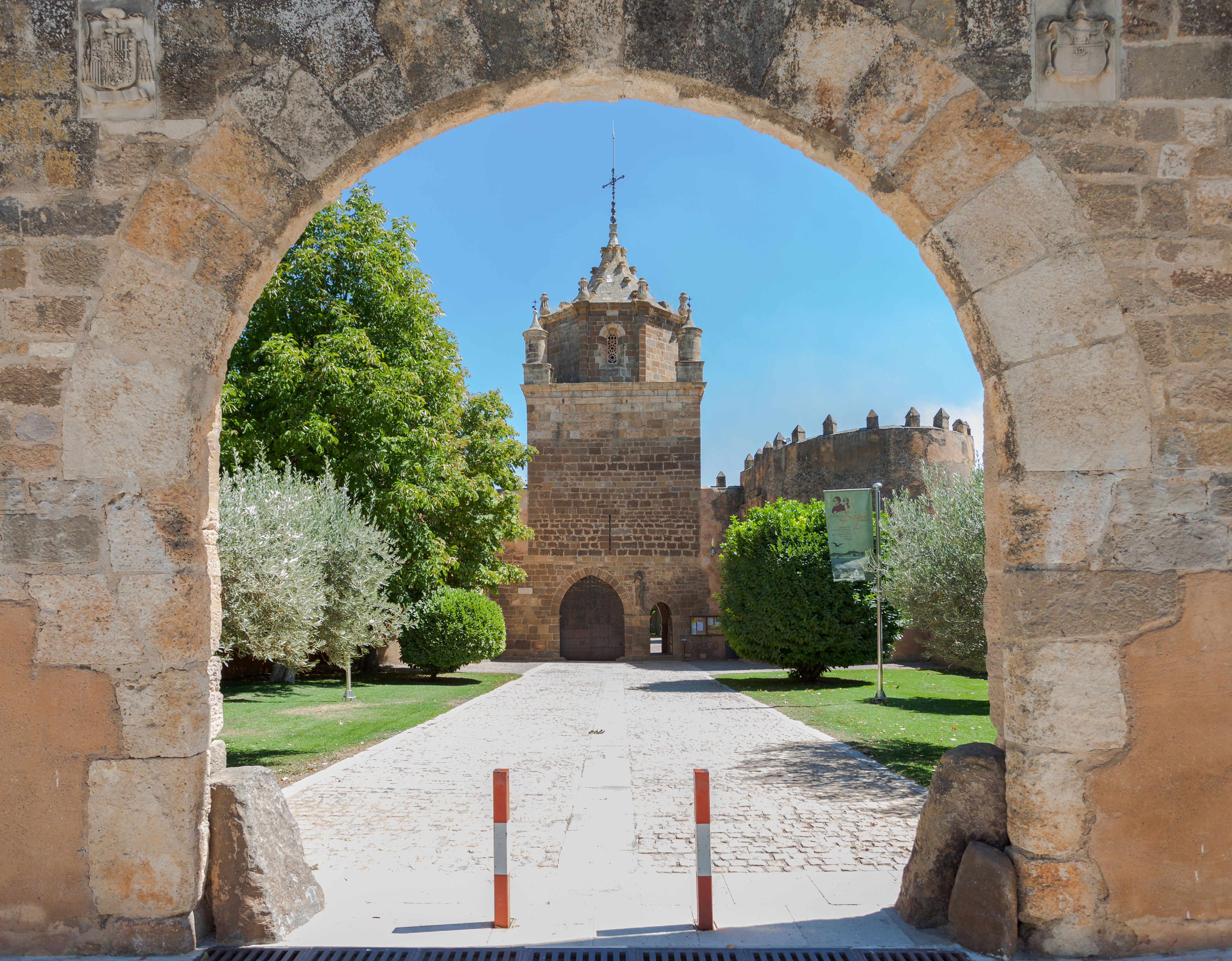
Entrada

La construcción del cenobio debió de estar suficientemente adelantada en el año 1171 como para que los monjes cistercienses se trasladaran. Por aquel entonces era un lugar de frondosos bosques del somontano del Moncayo, al que acompañaban el silencio y la soledad que su regla monástica exigía, además de otros elementos fundamentales para la vida cisterciense: piedras (las canteras de la zona) y agua (la del río Huecha o La Huecha). Ese río fue, precisamente, el eje de la articulación del señorío verolense. No obstante, las obras de la iglesia se prolongarían por espacio de 250 años. En el siglo xvii se construyó un nuevo claustro barroco con celdas individuales.
La relación de abades del monasterio, 1145-183, puede consultarse en Anexo:Abades del Monasterio de Veruela.
La desamortización obligó a que los monjes cistercienses abandonaran el cenobio en 1835. Eso conllevó la pérdida de la mayoría de los bienes del monasterio y la ruina parcial. No obstante, una junta de conservación formada por gentes de Borja y Tarazona, impidió su ruina total y merced a la creación de una hospedería se pudo conservar el monumento. A dicha hospedería acudieron durante la segunda mitad del siglo xix miembros de la alta sociedad zaragozana e ilustres personajes como los hermanos Bécquer, Gustavo Adolfo y Valeriano –el pintor–, que encontraron en Veruela un lugar romántico por excelencia que inspiró muchos pasajes de sus obras, en especial la colección de cartas de Gustavo Adolfo recopiladas bajo el título Desde mi celda, y buena parte de la colección de grabados de Valeriano. Es evidente que la presencia del poeta ha otorgado a Veruela la universalidad de la que goza hoy, algo que no consiguieron ni la larga presencia cisterciense entre 1145 y 1835, ni la estancia jesuítica en el periodo de 1877 a 1975. Veruela figura también en la obra de otros literatos que han pasado por el cenobio.
En 1976, el Estado cedió el usufructo del monasterio a la Diputación Provincial de Zaragoza para su rehabilitación y conservación. Desde 1998, Veruela es de titularidad de dicha Diputación que, además de continuar las obras de restauración, lo mantiene abierto al público y lo ha convertido en sede de actividades culturales como exposiciones, cursos o festivales musicales. 
El Diccionario geográfico-estadístico-histórico de España y sus posesiones de Ultramar (1845-1850), de Pascual Madoz, describe el Monasterio de Veruela como sigue:

VERUELA: célebre y ant. monast. de la orden del Cister, en la prov. de Zaragoza, part. jud. y dióc. de Tarazona, térm. jurisd. de Vera. SIT. á ladist. de 1/4 de hora S. del mismo, en el confín occidental de Aragón, á la izq. del r. Huecha, en un pequeño plano circunvalado por la parte SO. del elevado Moncayo, por la parte oriental de una colina de bastante elevación, cruzando de O. á N. otros montecillos, y de N. a E. una larga colina llamada la Ciezma. Este magnifico edificio bizantino fue fundado por el príncipe Don Pedro de Atares y su madre Doña Teresa de Cajal, cuya fáb. empezó por el año de 1146, quedando concluido, a excepción de la sólida cerca que le guarda, en el año de 1151, é incorporado á la orden del Cister en 1º de setiembre del mismo año, á los 43 de la fundación de esta orden, cuyo instituto era solo conocido entonces en Borgoña, de donde el señor Borja llamó 12 monjes, que fueron los primeros en atravesar los Pirineos, y los que se establecieron definitivamente en este grandioso edilicio el 10 de agosto de 1174 bajo la dirección de Bernardo, abad de Scala Dei. Antes de llegar á este aislado edificio hay varias hileras de árboles rectas y piramidales, que contrastando con lo raso del terreno, guían silenciosamente á su entrada principal, abierta en el grueso de un cuadrado torreón, que flanquean otros dos redondos, extendiéndose desde allí á uno y otro lado la cerca ó muralla que circunvala el edificio con sus huertas y jardines, formada de cal y canto, y de 33 1/2 palmos de altura, afianzada en 11 medias lunas, en otras tantas extendidas cortinas, y coronada de merloncillos imitando á almenas, la cual se levantó desde sus cimientos en 1544 por el abad D. Lope Marco. En el fondo del vestíbulo formado por dependencias y oficinas y por la espaciosa abadía aparece la fachada del templo mal acompañada por un modesto campanario de ladrillo, obra del mismo D. Lope, que quiso tal vez sustituir al otro no menos humilde que hay colocado mas adentro junto al crucero. La longitud total del templo desde la pared de sus pies hasta la grada de la capilla mayor, incluso el fondo de esta, es de 100 varas, el cual está formado de 3 naves, siendo la altura de la mayor hasta las impostas en proporción sesquiáltera con el plano de 78 palmos: su división la producen 6 columnas toscanas á cada lado, de 7 palmos de espesor, que sostienen otros tantos arcos de medio punto, ornando una variada arquitectura con las bóvedas de las naves, crucero y capillas que son de alto punto. Otras 8 columnas forman el presbiterio, que sostienen en altura proporcionada á sus dist. igual número de arcos de medio punto, manteniendo todo el macizo hasta la bóveda, llena de pechines y cordones de exquisito primor y delicado gusto. Su figura es octógona prolongada con 7 frentes, sirviendo el octavo para formar la entrada á la nave mayor. Entre los arcos laterales del presbiterio resaltan sobre el fondo oscuro del trasaltar blancos sepulcros de dos cuerpos rematando en aguja, donde en 1633 fueron trasladados los restos de ilustres difuntos, antes diseminados por el templo Bajo humildes losas. En la primera de mármol, sobre cuyo modelo se hicieron luego las restantes de madera, descansan los nobles duques de Villahermosa desde Fernando de Gurrea y Aragón, cuarto nieto de Juan II. Yace en la tumba inmediata, el infante Alfonso, primogénito de D. Jaime el Conquistador. El tercer sepulcro contiene los restos de Pedro de Atarés y de su madre Teresa de Cajal, sus fundadores. Pertenece el último al conde D. Lope de Luna, padre político del rey D. Martin de Aragón. Al pie de las gradas del presbiterio, se encuentran también lápidas funerarias de abades de Veruela que aspiraron asimismo á perpetuar su nombre, y confundida entre ellas la del gobernador Juan de Gurrea, que murió en 1590: una losa en el trasaltar conserva para las ciencias la benemérita memoria del maestro fray Antonio José Rodríguez, fenecido en 1777, autor de numerosos volúmenes, y uno de los eruditos monjes que siguiendo las huellas de Feijoo prepararon la reforma de los estudios. Pero ninguna de aquellas memorias iguala en lo magnifico á la que para su amigo y sucesor erigió D.Fernando de Aragón en la capilla de San Bernardo, que siendo abad de Veruela, añadió á uno de los brazos del crucero: el sepulcro es de alabastro, y la efigie de D. Lope Marco, mayor que del natural y tendida, ostenta entre sus cruzadas manos el báculo y los majestuosos pliegues de su cogulla. Una de las puertas en la parte meridional del templo da salida al claustro, llamado procesional, de gótica construcción; en su primer lienzo al salir de la igl., sé encuentra la sala capitular de 3 naves, sostenidas por graciosos y elegantes grupos de 4 columnas delgadas, con relieves y florones, que no solo sostienen su bóveda de piedra, sino la inmensa parte del edificio que pesa sobre ella, conteniendo uno encima de otro los 2 magníficos salones de 72 varas de long. y 16 de lat. La librería ocupa uno de los lienzos en toda su long. del primer salón, la cual contenía mas de 100,000 volúmenes; en el lienzo de enfrente hay 2 entradas al magnífico claustro que ocupan las habitaciones de los monjes, rodeadas de una hermosa galería con antepechos de hierro entrelazados de vides. En el piso bajo hay otro claustro, correspondiente al procesional, que se llama de los azulejos, por estar su pavimento cubierto de estos, el cual sirve de comunicación a palacio abacial para la clausura. Esta magnífica habitación de los superiores consta de una gran luna con hermosas columnas: a la izq. de su entrada principal esta la Cillería ó Procura con abundancia de graneros y despensas, y lujosa habitación para el cillerero. A la der. arranca la escalera principal, en cuyo primer descanso está el entresuelo llamado palacio de verano con un hermoso jardín; y el piso principal consta de muchos salones, gabinetes, oratorios y cuanto pueda comprender el gusto y la comodidad: en los pisos alto y bajo hay buenos dormitorios para unas 50 personas. Las vistas dan á la plaza principal de monast., á cuyo extremo opuesto se ve el frontis de la igl. con arabescos y grecas en mármol de gran mérito, y en frente del palacio se hallaban las cuadras, las oficinas y demás, que han sufrido el desmonte para utilizar sus materiales, y para dar mas extensión á la huerta que por el interior de la muralla circunvalaba todo el edificio. El refectorio, cocina con agua corriente y otros inferiores departamentos, todos de piedra, guardan proporción con la suntuosidad de toda la obra. Las rentas de este monast. se valuaban por un quinquenio en 120,000 rs. vn., producto de las fincas propias que tenia, y de los diezmos que percibía en los pueblos de Vera, Alcalá, Fuentejalon y Balbuente.

El monasterio de Santa María de Veruela fue la primera de las grandes fundaciones que la orden cisterciense realizó en territorio aragonés. A Veruela le siguió el Monasterio de Rueda en 1153, el de Monasterio de Piedra en 1194, el de Santa Fe de Cuarte en 1223 y los monasterios femeninos de Trasobares en 1168 y de La Concepción de la Virgen de Cambrón en 1208.

## Veruela señorío Feudal

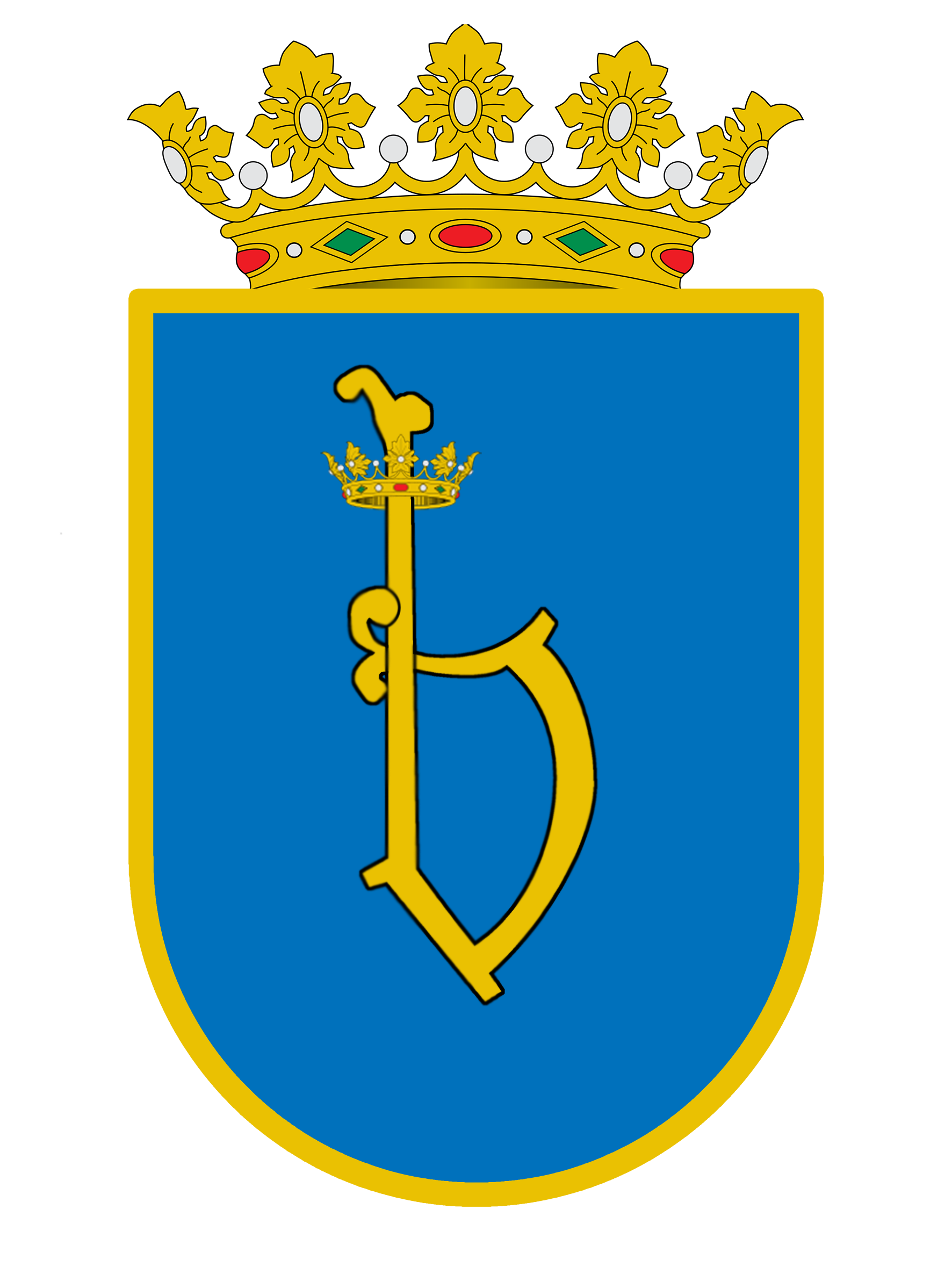
Escudo del monasterio de Veruela

Veruela como señorío poseía las localidades de Ainzón, Alcalá de Moncayo, Bulbuente con su Castillo-Palacio de los Abades de Veruela, Litago, Pozuelo de Aragón y Vera de Moncayo, además de una granja en Magallón (la conocida como Granja de Muzalcoraz), el despoblado medieval de Villamayor, pueblo desaparecido entre los siglos xiv y xv, en el actual término de Bulbuente, además de otras posesiones como Maleján, hasta 1409, y La Joyosa, hasta el siglo xv. Todas estas propiedades convertían a la institución señorial de Santa María de Veruela en el gran señor del Valle de La Huecha y de las actuales comarcas de Borja y Tarazona.

## Usos religiosos actuales del monasterio

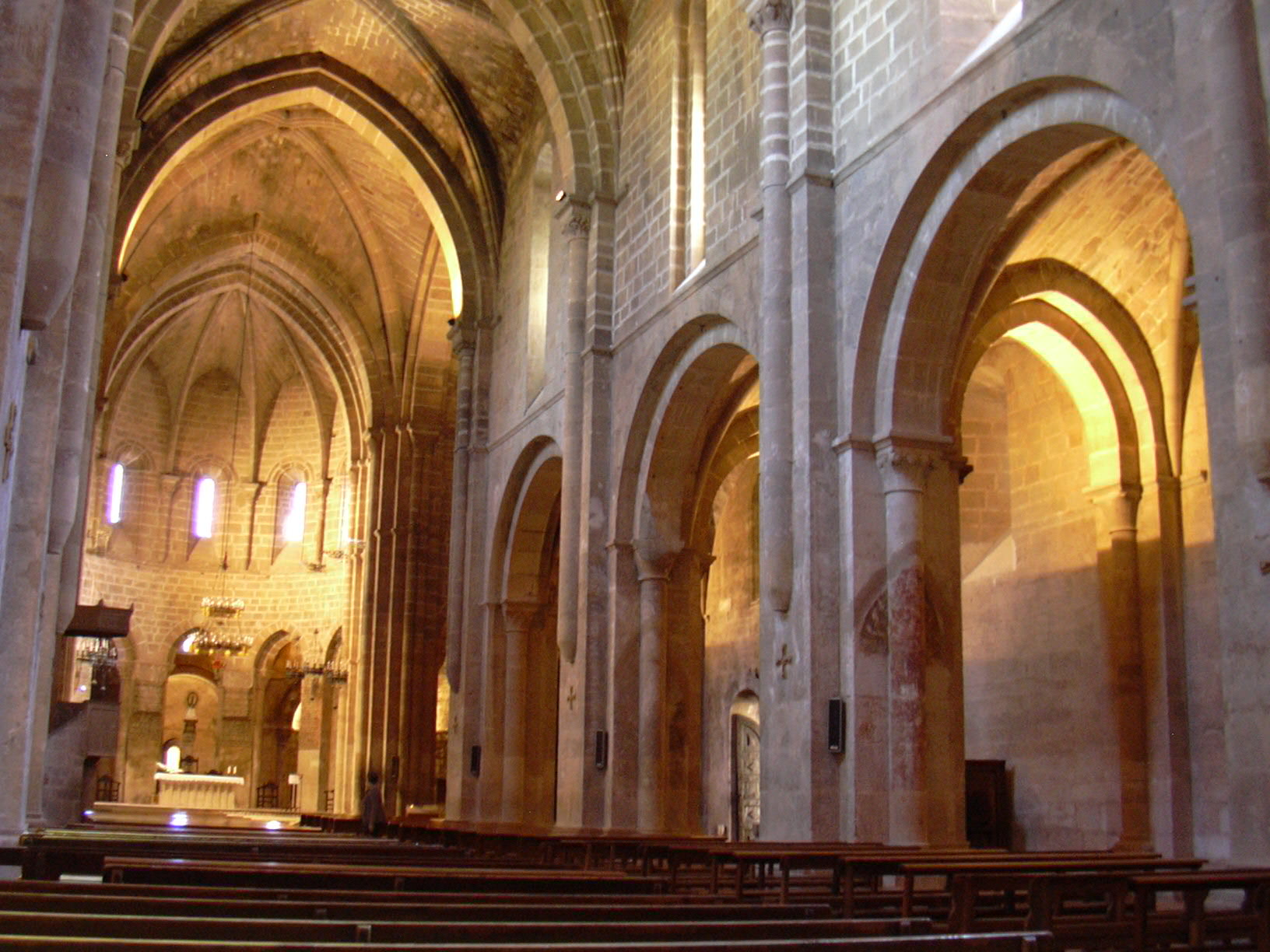
Iglesia del monasterio

Actualmente se celebran en su iglesia eventos religiosos como bodas y otros actos. Ha sido recientemente el lugar elegido por el obispo Demetrio Fernández para la toma de posesión de su cargo.
A finales de junio, los pueblos de la zona organizan una romería en honor de la virgen de Veruela, tras la cual se le hace una ofrenda que posteriormente es repartida entre los asistentes. Las primeras romerías datan de finales de la década de 1980, por iniciativa de los párrocos que deseaban recuperar la tradicional romería de los tiempos de los religiosos jesuitas.

## Arquitectura

Representación de las diferentes épocas de la construcción del monasterios

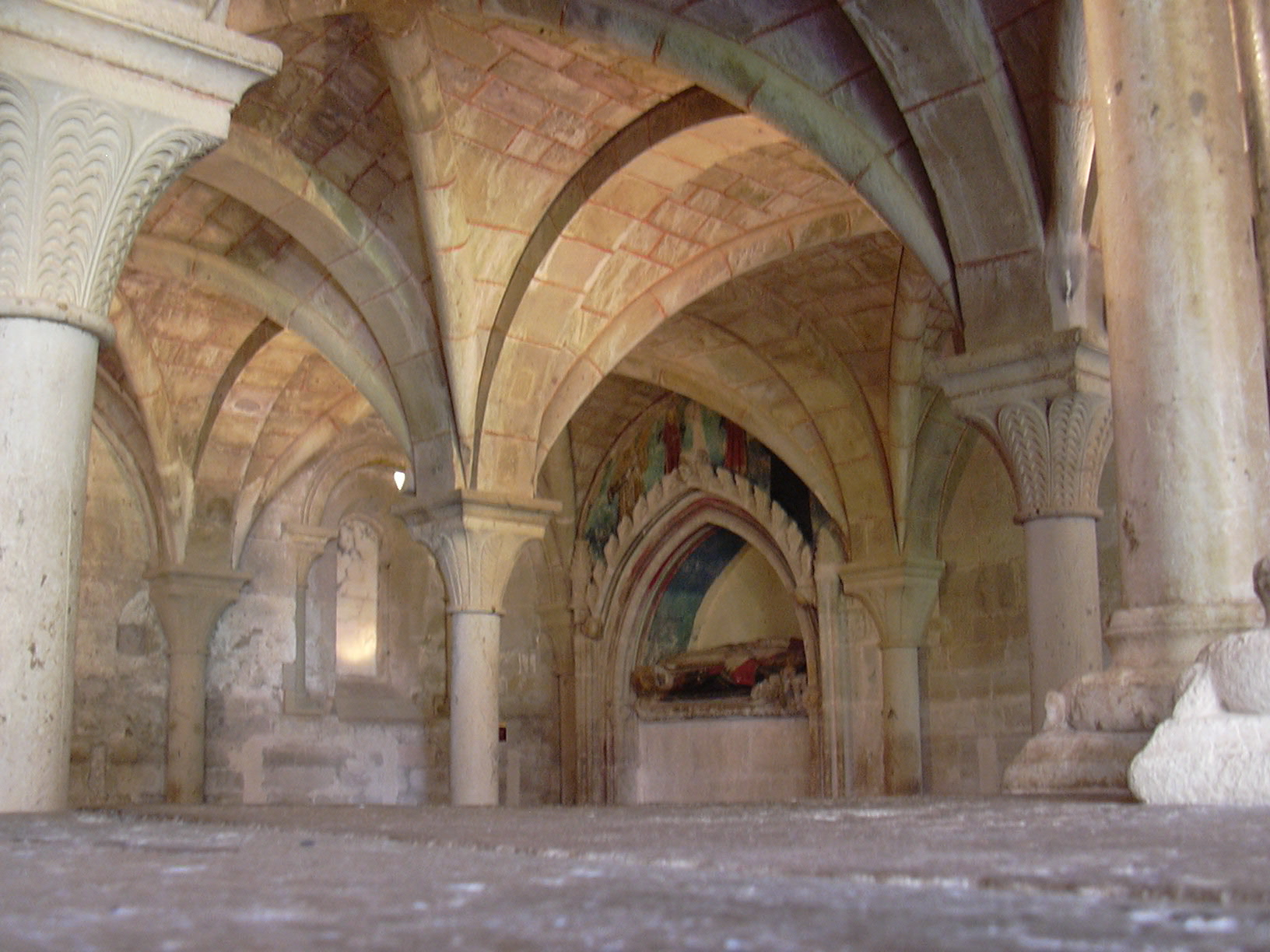
Sala capitular del Monasterio de Sta. María de Veruela

El edificio reúne en sus piedras diversos estilos artísticos, que van desde el Románico en la portada de la iglesia abacial, pasando por el Gótico del interior del mismo templo o del claustro medieval, el Renacimiento en las reformas realizadas por Hernando de Aragón y el Barroco en la portada de la sacristía y del monasterio nuevo.